# Періяр Е. В. Рамазамі
Ероде Венката Рамазамі Наяккар (там. ஈரோடு வேங்கடசாமி இராமசாமி நாயக்கர், більш відомий під прізвиськом Періяр (там. பெரியார் — «старший»), 17 вересня 1879 — 24 грудня 1973) — індійський політик і громадський діяч, учасник національно-визвольної боротьби. Періяр був одним з ідеологів тамільського національного руху, виступав за об'єднання дравідських народів і створення незалежної держави Дравідистан. Діяльність Періяра спричинила істотні зміни становища низькокастових груп у Південній Індії.

## Дитинство та юнацтво
Ероде Венката Рамасамі народився 1879 року в місті Ероде. Його батько Венката Наяккар був великим бізнесменом. До 12 років Періяр відвідував школу в рідному місті, після цього став допомагати батькові в торгових справах. З ранньої юності Періяр виявляв інтерес до релігії, слухав проповіді вішнуїтських гуру, але пізніше він почав знаходити протиріччя в індуському віровченні, а після паломництва до Варанасі, де його як не-брахмана не допустили в храми, Періяр і зовсім розчарувався в релігії.

## Участь у визвольному русі
1919 року Періяр вступив до Індійського національного конгресу, очоливши відділення партії в рідному місті. Він активно брав участь в організованій Ганді першій кампанії громадянської непокори, пропагуючи бойкот іноземних товарів, ручне прядіння і боротьбу з недоторканністю. В ході кампанії непокори його кілька разів заарештовувала британська влада. 1922 року Періяра обрано президентом провінційного комітету ІНК в Мадрасі. Проте вже 1925 року він вийшов з партії через розбіжності з приводу методів боротьби за права нижчих каст. 1924 року Періяр організовує власну сатьяграху проти дискримінації недоторканних у князівстві Траванкор.

## Рух самоповаги і Партія справедливості
У середині 1920-х років Періяр відходить від конгресистсько-гандістської ідеології і стає основним пропагандистом ідеї дравідської ідентичності. 1925 року він заснував власну політичну організацію — «Рух самоповаги» (Self-Respect Movement). Періяр виступав на захист низькокастових груп населення, які перебували в підлеглому становищі відносно брахманської верхівки — прибульців з півночі. Він різко критикував індуську релігію і традиції, особливо ж норми «Законів Ману». На початку тридцятих років Періяр намагається об'єднати тамільські громади на Цейлоні та в Південно-Східній Азії, відвідує США і Європу (зокрема й СРСР). 1937 року до влади в багатьох провінціях Британської Індії прийшли обрані конгресистські уряди. Заснована Періяром Партія справедливості критикувала регіональний конгресистський уряд Ч. Раджгопалчарії з позицій крайнього тамільського націоналізму, виступала проти використання мови гінді як офіційної.

## У незалежній Індії
1944 року Періяр заснував партію Дравідар Кажагам («Асоціація дравідів») — основним пунктом програми цієї організації було створення на півдні Індії незалежної держави Дравідистан. У кінці 1940-х років тамільські націоналісти розгорнули широку кампанію проти спроб уряду Неру зробити гінді єдиною офіційною мовою. 1949 року в Дравідар Кажагам стався розкол — з неї вийшов соратник Періяра Аннадураї, заснував партію Дравіда Муннетра Каракам (Асоціація дравидського прогресу). Аннадураї виступав з поміркованіших позицій і готовий був визнати владу центрального уряду Індійського Союзу в обмін на розширення автономії штатів. Залишаючись визнаним лідером тамільських націоналістів, Періяр від початку 1950-х років не брав активної участі в політиці, присвятивши себе боротьбі проти кастової системи. 1967 року, за сім років до його смерті, націоналістична ДМК вперше перемогла Конгрес на виборах і сформувала уряд у штаті Тамілнад.